# Здание губернской мужской гимназии (Уфа)
Здание губернской мужской гимназии (Уфа) — здание первого светского среднего учебного заведения Уфы, открытого в 1828 году. Ныне — здание Башкирского государственного медицинского университета.

## История и описание
В 1810 году предводитель Уфимского Дворянского собрания С. В. Осоргин предложил создать в городе гимназию для обучения мальчиков. Некоторые предлагали вернуть из Оренбурга четырёхклассное училище, переведённое туда из Уфы со всеми губернскими учреждениями в 1797 году, поскольку дворян в Уфе было намного больше, чем в губернском центре.
Губернская мужская гимназия, первое светское среднее учебное заведение Уфы, построенное на деньги благотворителей, было открыто в 1828 году. Оно выходило фасадом на бывшую Соборную площадь. Но в 1831 году двухэтажное здание гимназии начало разваливаться из-за грунтовых вод, слишком близко подходивших здесь к поверхности земли. Дополнительное здание было построено во дворе гимназии в 1835 году.
В 1844—1845 годах (в основном за счёт частных пожертвований) было построено новое основное здание во дворе гимназии на ул. Большой Ильинской (ныне корпус БГМУ, ул. Заки Валиди, 47). Прямоугольное двухэтажное здание (58 х 51 м2) достроили только в 1847 году. Два боковых флигеля для директора, инспектора и воспитателей, а также канцелярия были построены в 1852 году.
До 1936 года главный корпус оставался двухэтажным и представлял собой удлинённый прямоугольник с выступами во дворе. С внешней стороны главный корпус рустован, плоские белые лопатки поднимаются на высоту двух этажей. Прямоугольные оконные проёмы первого этажа декорированы рустом, окна второго этажа через одно отделаны изящными наличниками.
На верхнем этаже главного корпуса помещались церковь, актовый зал, классные комнаты, физическая лаборатория и комната для приема родителей и других лиц.
На первом этаже находились три комнаты для занятий, четыре спальни, комната для отдыха, больница из трёх комнат, столовая, гардеробная и небольшая квартира для эконома пансиона, фундаментальная библиотека, комната для заведующего метеорологической станцией и другие комнаты.
Гимназическая церковь «Святой Мученицы Софии и трёх дщерей ея Веры, Надежды и Любови» освящена в 1865 году. Возможно, это было связано с учреждением в 1865 году должности губернатора Уфимской губернии: первым уфимским губернатором стал Г. С. Аксаков (жена — Софья Александровна Шишкова). При Аксакове (1865—1867 гг.) были открыты женская гимназия и городской театр, создан городской музей, заложена Липовая Аллея.
Гимназия имела фундаментальную библиотеку в 20 тысяч томов, показательный ботанический сад, коллекцию минералов, собственную метеорологическую станцию.
Мужская гимназия просуществовала до Октябрьской революции. На фасаде бывшей гимназии установлены мемориальные доски в честь двух её выпускников: академиков А. Н. Заварицкого и А. В. Венедиктова.
После революции 1917 года в здании мужской гимназии размещалась фельдшерская школа, затем — воинские части. В 1918—1919 годах Уфа переходила в руки то красных, то белых, а войскам нужны были казармы и лазареты.
Согласно справочнику «Вся Башкирия» (1925 г.), в начале 1920-х гг. размещалась 2-я школа II ступени, а также платные группы школы I ступени. Заведовала школой Лидия Андреевна Галанова (1876—1956).
Постановлением СНК БАССР от 1 августа 1932 года под учебное помещение организуемого в Уфе мединститута и рабфака при нём был предоставлен второй этаж с полуподвальным помещением основного здания ФЗО по адресу ул. Фрунзе, 47. В последующем все здания этой школы были переданы в распоряжение института.
Школа переехала в здание бывшей частной гимназии Ница-Верниковской на углу Центральной и Большой Казанской (ул. Ленина и Октябрьской революции, ныне БГПИ им. М. Акмуллы).
Из-за нехватки аудиторий в 1936 году над основным корпусом и боковыми флигелями были надстроены третьи этажи.
1 октября 1932 года в должность директора института вступил назначенный Наркоматом здравоохранения РСФСР врач Соломон Маркович Трайнин.
15 ноября 1932 года состоялось торжественное открытие медицинского института — третьего вуза в Уфе (после педагогического и сельскохозяйственного).
В конце 1941 года в Уфу был эвакуирован 1-й Московский медицинский институт, он был размещён в главном корпусе БГМИ на ул. Ленина, построенном в 1935—1936 гг.
В годы Великой Отечественной войны научный потенциал Башкортостана значительно усилился, благодаря эвакуированным из Москвы, Ленинграда и Украины научным кадрам. В Уфе в 1943 г. имелось 32 научных учреждения и 9 вузов с общим числом работающих человек — 1832.
Сегодня в здании бывшей Мужской гимназии Уфы размещается педиатрический факультет Башкирского Государственного медицинского университета.